# IC 4554
IC 4554 ist eine linsenförmige Galaxie vom Hubble-Typ S0-a im Sternbild Schlange am Nordsternhimmel. Sie ist schätzungsweise 487 Millionen Lichtjahre von der Milchstraße entfernt.
Das Objekt wurde am 25. Juli 1903 von Stéphane Javelle entdeckt.